# Jean-Pierre Jaubert
Jean-Pierre Jaubert, né Jean-Pierre René Marcel Monconduit à Breteuil, (Oise) le 9 juin 1930 et mort à Lisieux (Calvados) le 21 août 2018, est un acteur et scénariste français.

## Biographie
Il débute au cinéma et tourne une douzaine de films, tout en participant à quelques téléfilms et feuilletons télévisés, comme Janique Aimée, Les Cinq Dernières Minutes, Le Théâtre de la jeunesse. Il se consacre ensuite à l'écriture, en participant au scénario de séries télévisées (Les Cœurs brûlés, 1992 ; Orages d'été, 1989 ; Le Vent des moissons, 1988). Il a également écrit et interprété des chansons, notamment des génériques de séries télévisées.

## Filmographie

### Cinéma
- 1953 : Les Enfants de l'amour de Léonide Moguy : Roger Dubois
- 1954 : Escalier de service de Carlo Rim : Gaston Béchard, le fils
- 1955 : Les Chiffonniers d'Emmaüs de Robert Darène : Étienne
- 1956 : L'Homme aux clefs d'or de Léo Joannon : Lucien Jordan
- 1957 : Les Collégiennes d'André Hunebelle
- 1957 : À pied, à cheval et en voiture de Maurice Delbez : Chotard, un étudiant
- 1957 : Les Lavandières du Portugal de Pierre Gaspard-Huit : un photographe
- 1958 : À pied, à cheval et en spoutnik de Maurice Delbez : Chotard (non crédité)
- 1959 : Le Baron de l'écluse de Jean Delannoy : Paulo, le jeune homme au scooter
- 1960 : La Peau et les Os de Jean-Paul Sassy : Théo
- 1969 : Delphine de Éric Le Hung
- 2003 : Prochainement nulle part, documentaire de Bernard Pavelek : lui-même (voix)[3]

### Télévision
- 1958-1959 : Le Tour de France par deux enfants (série télévisée) : Marcel
- 1961 : Les Mystères de Paris (téléfilm) : Nicolas
- 1961 : Les Deux Orphelines de Jean-Marie Coldefy (téléfilm) : Pierre
- 1962 : Le Théâtre de la jeunesse (série télévisée) : Noe
- 1962 : C'était écrit (Les Cinq Dernières Minutes, épisode no 25) de Claude Loursais : Pierre Palsy
- 1963 : Janique Aimée de Jean-Pierre Desagnat (série télévisée) : Jacques Rond
- 1965 : Le Bonheur conjugal de Jacqueline Audry (série télévisée) : Jérôme

### Scénariste
- 1981 : La Vie des autres (épisode L'ascension de Catherine Sarrazin), (série télévisée)

## Théâtre
- 1958 : Lorsque cinq ans seront passés de Federico García Lorca, mise en scène Guy Suarès, Théâtre Récamier
- 1960 : À vous Wellington d'après Willis Hall, mise en scène François Maistre, Théâtre du Vieux-Colombier

## Musique
- 1982 : Arnold et Willy (générique de la série) : adaptation française et chant[4]
- 1982 : Spectreman (générique de la série d'animation) : adaptation[5]
- 1982 : Le Petit Écho de la forêt (générique de la série)[6]
- 1984 : Gigi (générique de la série d'animation) : auteur[7]